# Danny Buijs
Danny Buijs (Dordrecht, 21 juni 1982) is een Nederlands voormalig voetballer en voetbaltrainer. Van juli tot oktober 2022 was hij trainer van KV Mechelen. Daarvoor was hij van 2018 tot 2022 trainer van FC Groningen en van 2014 tot 2018 trainer van Kozakken Boys.

## Clubcarrière
Buijs begon zijn voetballoopbaan in de jeugd bij VV Alblasserdam om vervolgens op negenjarige leeftijd gescout te worden en naar de jeugd van Feyenoord te gaan. Buijs doorliep de gehele jeugdopleiding van Feyenoord en werd tweemaal landskampioen met Feyenoord A1 van Nederland, waarvan eenmaal als aanvoerder. Buijs speelde zijn eerste profwedstrijd voor satellietclub Excelsior dat hem aan het einde van de winterstop van het seizoen 2001/02 huurde. Toen Excelsior promoveerde nam de club hem over en rook hij al vroeg aan het niveau van de Eredivisie. Na de degradatie volgde een jaar in de Eerste divisie waarin hij de aandacht wist te trekken van Vitesse, Roda JC en FC Groningen, Buijs maakte uiteindelijk de overstap naar FC Groningen en tekende vanaf het seizoen 2004/05 een vierjarig contract.
Buijs was inzetbaar op meerdere plekken: oorspronkelijk was hij verdediger, maar later gebruikte FC Groningen hem als middenvelder of zelfs aanvaller. Na twee uitstekende seizoenen bij FC Groningen werd Buijs op 30 augustus 2006 teruggehaald naar zijn jeugdliefde Feyenoord. Buijs speelde uiteindelijk 63 officiële wedstrijden voor zijn jeugdliefde. Met de winst van de KNVB beker en de huldiging op de Coolsingel in 2008 kwam er een jongensdroom uit. Vanaf januari 2009 maakte Buijs de overstap naar ADO Den Haag. Tussen januari 2009 en juni 2011 speelde Buijs 63 officiële wedstrijden voor ADO en scoorde hierin negen doelpunten. Buijs was behoorlijk geliefd bij de Haagse aanhang vanwege z'n speelstijl en Midden Noord zong hem dan ook regelmatig toe met: Danny Buijs die hoort hier thuis.
Vanaf het seizoen 2011/12 tekende Buijs bij het Schotse Kilmarnock. Hij maakte zijn debuut voor die club op 30 juli 2011 in een wedstrijd tegen Motherwell (0-0). De Scottish League Cup werd dat seizoen een prooi voor Kilmarnock, met Buijs in de basis werd in de finale op Hampden Park Celtic met 1-0 verslagen. Na een jaar Schotland met veel blessureleed vertrok Buijs en keerde terug naar Nederland. Op 27 juni 2012 maakte Sparta bekend dat Buijs tekende voor een seizoen. Na een seizoen Sparta besloot Buijs op dertigjarige leeftijd te stoppen met profvoetbal en zich te gaan richten op het behalen van zijn trainersdiploma's. Vanaf juli 2013 kwam hij uit voor Kozakken Boys, uitkomend in de Topklasse van het amateurvoetbal op zaterdag.
Op 10 oktober 2020 viel Buijs in bij de wedstrijd tussen VV Alblasserdam en VV Ameide. Op 21 mei 2022 viel hij opnieuw in bij de wedstrijd VV Alblasserdam - D.F.C..

## Trainerscarrière
In het seizoen 2014/15 werd hij aangesteld door Kozakken Boys als trainer van het eerste elftal. Buijs was op dat moment tweeëndertig jaar. Meteen in zijn eerste seizoen, samen met assistent Ton Cornelissen, werden de Boys kampioen van de Topklasse op zaterdag. Het werd een uiterst succesvolle periode van maar liefst vier seizoenen tussen Buijs en Kozakken Boys. Naast het kampioenschap promoveerde de club het jaar erop (2015/16) naar de nieuw opgerichte Tweede divisie. Op 20 september 2016 schreven de Kozakken Boys geschiedenis, door voor het eerst in het bestaan van de club, een BVO te verslaan in een officiële wedstrijd. Helmond Sport delfde het onderspit met maar liefst 3-0 in de eerste ronde van de KNVB beker. Op 19 september 2017 volgde er een nieuwe stunt toen De Graafschap werd verslagen met strafschoppen in de eerste ronde van de KNVB Beker. In de Tweede divisie eindigde Kozakken Boys onder leiding van Buijs tweemaal als tweede en werden het elftal vooral geroemd voor de aantrekkelijke speelwijze.  De cijfers over deze periode van vier seizoenen bevestigen dat Buijs en Kozakken Boys een uitstekend huwelijk waren, waarin Kozakken Boys uitgroeide tot toonaangevende club.           
| Periode juli 2014 t/m juni 2018 Topklasse & Tweede Divisie | duels   | doelsaldo    |
| ---------------------------------------------------------- | ------- | ------------ |
| 01.Kozakken Boys                                           | 128-240 | 271-168 +103 |
| 02. HHC Hardenberg                                         | 128-211 | 229-178 +51  |
| 03. Barendrecht                                            | 128-210 | 233-193 +40  |
| 04. FC Lienden                                             | 127-204 | 204-168 +36  |

Buijs verdiende een unieke transfer. Als 36-jarige, zonder trainerservaring op BVO-niveau, stelde FC Groningen Buijs in de zomer van 2018 aan als nieuwe trainer. Zijn eerste seizoen werd meteen een vuurdoop, FC Groningen stond in oktober 2018 op de laatste plaats met tien gespeeld, vier punten en uitgeschakeld in het bekertoernooi. Ook werd bekend dat de club er ten opzichte van voorgaande jaren financieel behoorlijk op achteruit was gegaan. Dit leidde tot diverse supportersprotesten. Echter was opmerkelijk dat de supporters massaal hun steun uitspraken richting het team en Buijs, wat extra werd benadrukt met een groot spandoek tijdens de thuiswedstrijd tegen FC Utrecht op 30 september 2018. De gigantische ommekeer werd aan het einde van het seizoen bekroond met een achtste plaats en het behalen van de play-offs. Nooit eerder maakte een club zijn comeback vanaf de laatste plaats na tien wedstrijden. Het tweede seizoen lag FC Groningen opnieuw op koers om zich te plaatsen voor de play-offs, maar dit seizoen werd vroegtijdig, beëindigd vanwege de wereldwijde coronapandemie. In februari 2020 werd Buijs' aflopende contract verlengd met twee jaar tot en met juni 2022. Het derde seizoen (2020/21) werd een uitstekend jaar voor FC Groningen, met vijftig punten eindigden zij op een knappe zevende plaats.In de halve finale play-offs was FC Utrecht in een uitwedstrijd net met 1-0 te sterk. De honderd procent score onder Buijs, middels plaatsing voor de play-offs, kwam vooral tot stand door de goede verdedigende organisatie. Andere ploegen omschreven FC Groningen wekelijks als lastig en vervelend om tegen te spelen. In de drie seizoenen onder leiding van Buijs kregen alleen Ajax, PSV en AZ minder tegendoelpunten dan FC Groningen. Verder was het opvallend dat FC Groningen over de afgelopen seizoenen op de eerste plaats stond aangaande speelminuten voor spelers onder de twintig jaar, gevolgd door Ajax.
In seizoen 2022/23 werd hij trainer van KV Mechelen. Hier werd hij na twaalf competitieduels en drie opeenvolgende nederlagen ontslagen. In aanloop naar het daaropvolgende seizoen was Buijs nadrukkelijk in beeld bij ADO Den Haag, maar op 9 juni 2023 werd bekend dat hij een tweejarig contract bij Fortuna Sittard had getekend. Op 28 november 2024 werd zijn contract opengebroken en verlengd tot medio 2027.

## Spelersstatistieken
| seizoen | club             | competitie            | duels | goals |
| ------- | ---------------- | --------------------- | ----- | ----- |
| 2001/02 | Excelsior        | Eerste divisie        | 4     | 1     |
| 2002/03 | Excelsior        | Eredivisie            | 26    | 0     |
| 2003/04 | Excelsior        | Eerste divisie        | 34    | 8     |
| 2004/05 | FC Groningen     | Eredivisie            | 31    | 2     |
| 2005/06 | FC Groningen     | Eredivisie            | 34    | 6     |
| 2006/07 | FC Groningen     | Eredivisie            | 2     | 0     |
| 2006/07 | Feyenoord        | Eredivisie            | 27    | 5     |
| 2007/08 | Feyenoord        | Eredivisie            | 23    | 1     |
| 2008/09 | Feyenoord        | Eredivisie            | 1     | 0     |
| 2008/09 | ADO Den Haag     | Eredivisie            | 17    | 3     |
| 2009/10 | ADO Den Haag     | Eredivisie            | 30    | 4     |
| 2010/11 | ADO Den Haag     | Eredivisie            | 16    | 2     |
| 2011/12 | Kilmarnock       | Scottish Premiership  | 14    | 0     |
| 2012/13 | Sparta Rotterdam | Eerste divisie        | 12    | 1     |
| 2013/14 | Kozakken Boys    | Topklasse zaterdag    | 22    | 5     |
| 2020/21 | VV Alblasserdam  | Derde klasse zaterdag | 2     | 0     |
| Totaal  | Totaal           | Totaal                | 293   | 38    |

## Erelijst
Als speler
 Feyenoord
- KNVB beker: 2007/08

 Kilmarnock
- Scottish League Cup: 2011/12

Als trainer
 Kozakken Boys
- Topklasse Zaterdag: 2014/15